# Gao Xiongjie
Gao Xiongjie (高雄杰), né à Yongkang (Zhejiang) (永康) est un écrivain, universitaire et réalisateur chinois.
Il est professeur associé (cinéma et télévision) à l'Académie centrale d'art dramatique de Pékin depuis 1993.
Il signe en 2010 son premier vrai film long métrage de fiction : Wang Liang's Ideal (王良的理想), qui a été présenté au Festival international des cinémas d'Asie de Vesoul en 2011 et à de nombreux autres festivals comme le Festival international du film de Pusan, le Festival international du film de Karlovy Vary, le Festival du film de Mill Valley, le Festival international du film de Bergen, le Festival international du film de Singapour, le Festival international du film de Mannheim-Heidelberg, Hong Kong Independent FF 2010, 5th Chinese Young Generation Film Forum 2010.

## Filmographie
- Wang Liang's Ideal (《王良的理想》), 2010 (diffusé aux États-Unis sous le titre Butcher’s Wife[6])
- L’opposition du noir et du blanc, ou No Way Out (《黑白对抗》)
- Blind Date (《相亲奇遇》), téléfilm
- Je ne suis pas une étudiante (《我不是女生》), téléfilm, 2007.